# Jämjö landsfiskalsdistrikt
Jämjö landsfiskalsdistrikt var 1918–1964 ett landsfiskalsdistrikt i Blekinge län, bildat som Kristianopels landsfiskalsdistrikt när Sveriges indelning i landsfiskalsdistrikt trädde i kraft den 1 januari 1918, enligt beslut den 7 september 1917. När Sveriges nya indelning i landsfiskalsdistrikt trädde i kraft den 1 januari 1952 (enligt kungörelsen 1 juni 1951) ändrades distriktets namn till Jämjö landsfiskalsdistrikt. Den 1 januari 1965 avskaffades i Sverige samtliga landsfiskaler och landsfiskalsdistrikt, och deras arbetsuppgifter delades upp på de nyskapade indelningarna polisdistrikt, åklagardistrikt och kronofogdedistrikt.
Landsfiskalsdistriktet låg under länsstyrelsen i Blekinge län.

## Ingående områden
När Sveriges nya indelning i landsfiskalsdistrikt trädde i kraft den 1 oktober 1941 (enligt kungörelsen den 28 juni 1941) tillfördes Ramdala landskommun från Lyckeby landsfiskalsdistrikt. Den 1 januari 1952 tillfördes Sturkö landskommun från Lyckeby landsfiskalsdistrikt, samtidigt som kommunerna Kristianopel och Torhamn inkorporerades i storkommunen Jämjö vid kommunreformen 1952. Den 1 januari 1963 införlivades kommunerna Ramdala och Sturkö i Jämjö landskommun, utan att landsfiskalsdistriktets omfattning påverkades.

### Från 1918
Östra härad:
- Jämjö landskommun
- Kristianopels landskommun
- Torhamns landskommun

### Från 1 oktober 1941
Östra härad:
- Jämjö landskommun
- Kristianopels landskommun
- Ramdala landskommun
- Torhamns landskommun

### Från 1 januari 1952
- Jämjö landskommun
- Ramdala landskommun
- Sturkö landskommun

### Från 1 januari 1963
- Jämjö landskommun